# Фенино (городской округ Балашиха)
Фе́нино — деревня в городском округе Балашиха Московской области. Население — 156 чел. (2010).

## Название
В материалах Генерального межевания XVIII века упоминается как деревня Фенино, в источниках XIX — начала XX века встречается также наименование Троицкое (Кайнарджи) или Троицкое-Кайнарджи. Название Фенино связано с Феня, производной формой от одного из календарных имен (Парфён, Фёкла, Феодора и др.).

## География
Деревня Фенино расположена в южной части городского округа Балашиха. На севере граничит с микрорайоном Кучино, на востоке — с деревней Павлино, на юге — с районом Косино-Ухтомский города Москвы (граница пролегает по речке Чечёра). С востока деревня обрамляется Салтыковским лесопарком. Высота над уровнем моря 131 м. Рядом с деревней протекает река Пехорка. В деревне один Колхозный переулок.

## Население
| 1926 | 2002 | 2006 | 2010 |
| ---- | ---- | ---- | ---- |
| 579  | ↘157 | ↘156 | →156 |

В 1926 году в деревне проживало 579 человек (291 мужчина, 288 женщин), насчитывалось 112 крестьянских хозяйств. По переписи 2002 года — 157 человек (82 мужчины, 75 женщин).

## История
В 1926 году деревня являлась центром Фенинского сельсовета Разинской волости Московского уезда Московской губернии.
С 1929 года — населённый пункт в составе Реутовского района Московского округа Московской области. 19 мая 1941 года районный центр был перенесён в Балашиху, а район переименован в Балашихинский. До муниципальной реформы 2006 года деревня входила в состав Черновского сельского округа Балашихинского района. После образования городского округа Балашиха, деревня вошла в его состав.

## Свалка
В непосредственной близости от деревни находится крупный полигон твёрдых бытовых отходов «Кучино», известный также, как «Фенинская свалка». Свалку планировалось закрыть ещё в апреле 2014 года, однако закрытие состоялось лишь в июне 2017 года.